# Baron Wittard – Das dunkle Geheimnis von Utopia
Baron Wittard – Das dunkle Geheimnis von Utopia (Originaltitel: Baron Wittard – Nemesis of Ragnarok) ist ein Point-and-Click-Adventure aus dem Jahr 2011. Das Spiel handelt von einem Wikingerfluch über den germanischen Dämon Fenrir, welchen der Spieler aus der modernen Welt verbannen muss. Hierfür muss der Spieler das Gelände mit dem Namen Wittard Utopia erkunden und viele kombinatorische Rätselaufgaben lösen.

## Handlung
Der angesehene Gründer und Großgrundbesitzer Baron Horatio Wittard führte seit vielen Jahren eine große Hotelstadt mit dem Namen Wittard Utopia mit einem riesigen Hochhaus und mit Gartenelementen. Bereits während seines Lebens wurde er mit der Instabilität seines Grundstücks konfrontiert. Nachdem er verstorben war, nahm die Instabilität von Wittard Utopia endgültig zerstörerische Züge an. Horatio Wittard fand heraus, dass ein plastischer germanischer Wolfsdämon namens Fenrir in Wittard Utopia sein Unwesen treibt und versucht, Horatio Wittards gesamte Hotelstadt sowie die die Fortschritte der Menschheit mitsamt ihrer Welt zu zerstören. Dies wird von Fenrir im Rahmen der germanischen Götterdämmerung, der Ragnarök geplant. Deswegen ergriffen seit Horatio Wittards Tod alle bisherigen Bewohner und Gäste die Flucht und verließen auf Dauer die gesamte Hotelstadt. Nur wenige Besucher betraten bisweilen das Gelände Wittard Utopia und versuchten, das Gelände zu erkunden, wurden darauf jedoch immer von Fenrir ereilt und vernichtet. Eines Tages bricht ein Reporter nach Wittard Utopia auf und versucht, das Geheimnis über das Verschwinden der Besucher und das Verlassen aller Gäste von Wittard Utopia zu lüften. Er wird durch seine Redakteurin Kate dazu veranlasst, an den Haupteingang von Wittard Utopia zu fahren und in das Grundstück einzudringen. Im Garten vom Vorplatz findet der Reporter einen geheimen Zugang zu einer Kanalisation und wird in dieser Kanalisation Zeuge eines Telefonats von einem Juwelendieb, welcher mit seinem Chef spricht und wertvolle Unterlagen aus Wittard Utopia klaut. Dieser Dieb erleidet direkt darauf eine schlagartige Menschenverbrennung durch den Wolfsdämon Fenrir und verschwindet so aus dem irdischen Leben. Auf diese Weise wird der Reporter frontal mit dem germanischen Wikingerfluch über Fenrir konfrontiert. Darauf entdeckt der Reporter die übrig gebliebene Aktentasche des vernichteten Diebes und entdeckt in dieser ein magisches Amulett mit dem Gesicht von Horatio Wittard auf der Vorderseite. Über dieses Amulett spricht Horatio Wittard als verstorbener Geist mit dem Reporter und begleitet ihn während des gesamten Spiels mit wichtigen Hinweisen und Ratschlägen. So erzählt Horatio Wittard dem Reporter vom germanischen Dämon Fenrir und seinem Fluch sowie Fenrirs Absicht, die heutige Welt zu erschüttern. Ebenso fordert er direkt nach der Konfrontation des Diebes mit Fenrir den Reporter dazu auf, sofort von der Stelle der Vernichtung wegzuweichen und die verkettete Tür an der betroffenen Stelle nicht zu berühren. So gelangt der Reporter durch einen Lüftungsschacht und einen weiteren Tunnel schließlich in das riesige Hotel von Wittard Utopia hinein. Darauf erteilt Horatio Wittard dem Reporter die Aufgabe, den Dämon Fenrir aus der heutigen Welt der Menschen zu verbannen. Hierfür soll der Reporter insgesamt zehn Runensteine im gesamten Hotelkomplex finden und diese in vorgesehene Runensteinumwandler einsetzen. Für mehrere Male wird der Reporter hierbei von Fenrir in Form einer sehr hell leuchtenden Menschengestalt überfallen und mit dem Leben bedroht. Am Ende gelingt dem Reporter, Fenrir über ein Portal aus der heutigen Welt zu verbannen und so den Wikingerfluch zu brechen.

## Spielverlauf
Während des Spiels muss der Reporter das Grundstück Wittard Utopia mitsamt den zugänglichen Etagen des Hotels erkunden. Er muss die verschiedenen Räume und Abteilungen aufsuchen und vorgesehene Rätsel lösen. Am Anfang muss der Reporter den Vorplatz vom Grundstück betreten und einen Eingang zum Hotelhochhaus finden. Hierbei findet er auf dem Vorplatz Steinsockel mit Tastern vor, welche er in der richtigen Reihenfolge drücken muss. Durch Eingeben dieses Geheimcodes bewirkt der Spieler, dass eine Baggerschaufel angehoben und so ein geheimer und vergitterter Zugang zur Kanalisation freigegeben wird. Er wird darauf durch Kate angerufen und zum letzten Mal über die Zustände von Wittard Utopia informiert. Durch anschließendes Lösen eines kombinatorischen Schiebereglerspiels schließt der Reporter das Gitter des Zugangs auf und kann in die Kanalisation eindringen. Direkt beim Betreten der Kanalisation hört der Reporter das Telefonat eines Juwelendiebes mit seinem Chef. Und er wird Zeuge von der direkt darauf folgenden Vernichtung des Diebes durch Fenrir. Nachdem der Spieler die verbliebene Aktentasche mit dem Amulett von Baron Horatio Wittard eingesammelt hat, taucht der Reporter durch den Lüftungsschacht in den unterirdischen Tunnel unter Utopia auf. Über einen Fluchttür gelangt der Reporter in den Heizungskeller und somit auch direkt in das Hotelhochhaus von Utopia hinein. Als Erstes soll der Spieler den Strom im Haus Utopia einschalten, indem er ein Rätsel über das Magische Quadrat an einem Sicherungskasten löst und die Stromleitungsschalter an den Verbindungspunkten richtig umlegt. Auf diese Weise soll er den Aufzug in Gang setzen, welcher ihn in verschiedene Etagen, insbesondere in die Hotelzimmer des zweiten Obergeschosses und zum Observatorium auf dem Dachgeschoss bringt. Im zweiten Obergeschoss wird er erneut angerufen und durch die Stimme von Kate veranlasst, zum Eingang vor dem Wikingermuseum ins Erdgeschoss zu kommen. Hierbei stellt sich heraus, dass der Anruf nicht durch Kate, sondern durch Fenrir erfolgte, welcher die Stimme von Kate annahm. Auf diese Tatsache weist hierauf auch der Baron Horatio Wittard den Reporter hin und erklärt ihm die Heimtücke und die Tricks von Fenrir. Ebenso erfährt der Reporter in diesem Moment, dass aktuell das Wikingermuseum nicht betretbar sei, weil ein Fluch durch Fenrir die Eingangstür zum Wikingermuseum versiegelt hat. Deswegen wird der Reporter dazu ermutigt, zuerst das Cafe, das Schwimmbad und die Obergeschosse zu erkunden. Im Monitorraum entdeckt der Spieler einen Geheimschalter, welcher den Geheimaufzug bei einer hinteren Hotelzimmertür zugänglich macht. Über das betroffene Hotelzimmer gelangt so der Reporter in die Geheimwohnung von Baron Horatio Wittard. In den verschiedenen Etagen sammelt der Reporter längsovale Runensteine mit darauf abgebildeten germanischen Runen ein. Und er setzt diese in geheimnisvolle Runensteinumwandler ein, welche den germanischen Wikingerfluch brechen sollen. Hierbei müssen die Runensteine akkurat zu den jeweiligen Umwandlern nach dem Schlüssel-Schloss-Prinzip passen. Die Runensteinumwandler werden stets durch das Lösen von kombinatorischen Rätseln aktiviert. Hierbei handelt es sich sowohl um Puzzle als auch um Hinweisspiele und weitere Knobelspiele, welche mit Geduld gelöst werden müssen. Die Hinweise müssen an verschiedenen Orten im Haus aufgesucht werden. So müssen unter anderem sehr viele farbigen Symbole der Farben rot, gelb, grün und blau aufgefunden und gezählt werden. Mehrfach wird der Reporter von Fenrir in Form der hellen Menschengestalt überfallen. Einmal wird der Reporter sogar eingesperrt, indem er im Krankenzimmer die Tür versiegelt bekommt. Doch in diesem Moment verdrängt der Reporter den Dämon, indem er die Kamera auf die Lichtgestalt von Fenrir richtet und so seine elektrischen Felder schwächt. Sobald der Reporter alle Zehn Runensteine umgewandelt hat, öffnet sich das Portal hinter der verketteten Tür in der Kanalisation. Durch das Lösen eines finalen Rätsels gelingt ihm die Verbannung Fenrirs aus der heutigen Welt der Menschheit. Auf diese Weise wird der Fluch gebrochen. Am Ende trennt sich Horatio Wittard vom Reporter und verabschiedet sich von ihm. Direkt darauf verlässt der Reporter Wittard Utopia und fährt mit seinem Auto nach Hause, während er sich mit Kate über die Erfolge der Reportage unterhält.

## Entstehung
Baron Wittard – Das dunkle Geheimnis von Utopia wurde vom britischen Studio Lyrical Games entwickelt, die verantwortlichen Entwickler waren Marlies Maalderink und Alan Thorn. Laut Thorn beabsichtigte man ein Spiel zu entwickeln, welches die germanische Geschichte mit bezaubernden und fesselnden Gestaltungselementen näherbringen soll. Ab Dezember 2010 veröffentlichte Lyrical Games ein Entwicklertagebuch in englischer Sprache auf der Website Just Adventure, mit einer deutschen und niederländischen Übersetzung bei Adventure-Treff.de. Über den Publisher Iceberg Interactive kam Baron Wittard – Das dunkle Geheimnis von Utopia 2011 offiziell in den Handel. Im selben Jahr wurde das Spiel auch im skandinavischen und im Benelux-Raum veröffentlicht.

## Rezeption
Die Website Die Hard Game Fan führte Baron Wittard noch vor Veröffentlichung in ihrer Jahresvorschau 2011 unter den zehn interessantesten Indie-Spielendes Jahres. Adventure Gamers bewertete es als ein Computerspiel, das die glanzlose Gestaltungsform durch seine eindringliche, gruselige Atmosphäre kompensiere. Die Website Just Adventure lobte dieses Spiel als intelligent, herausfordernd und atmosphärisch. Das polnische Onlinemagazin Gry-Online lobte den „symphonischen“ Soundtrack des Spiels. Gamezone bemängelte die Grafik dagegen als altbacken.

„Allenfalls Rätselheftfetischisten, die nur auf eine Sorte Knobeleien stehen, können hier richtig glücklich werden.“